# Richard Wallace
Sir Richard Wallace (21. června 1818 – 20. července 1890 v Neuilly-sur-Seine) byl anglický sběratel umění a mecenáš.

## Životopis
Richard Wallace byl nemanželský syn Richarda Seymour-Conwaye, 4. markýze z Hertfordu. Po smrti svého otce v roce 1870 zdědil jeho rozsáhlý majetek včetně významné umělecké sbírky, tzv. Wallace Collection. Stejně jako jeho otec i Richard Wallace strávil podstatnou část svého života v Paříži a věnoval se rozšiřování sbírky o významná díla francouzského umění 18. století.
Trvalý odkaz ve městě Paříži zanechal v roce 1872, když založil asi 50 fontán s pitnou vodou pro chudé obyvatelstvo, nazvané Wallaceovy fontány. Později opustil Paříž a usadil se v rodinném sídle Hertford House v Londýně, kam také převezl svou legendární uměleckou sbírku. V roce 1871 obdržel šlechtický titul baroneta. V letech 1873–1885 zasedal v britské dolní sněmovně za volební obvod Lisburn. V roce 1887 se vrátil do Paříže, kde zemřel v roce 1890 a byl pochován na hřbitově Père Lachaise. V roce 1897 odkázala jeho vdova, lady Julie Wallaceová, uměleckou sbírku a Hertford House britskému státu.